# Estação Pudahuel
A Estação Pudahuel é uma das estações do Metrô de Santiago, situada em Santiago, entre a Estação Barrancas e a Estação San Pablo. Faz parte da Linha 5.
Foi inaugurada em 12 de janeiro de 2010. Localiza-se no cruzamento da Avenida San Pablo com a Avenida Teniente Cruz. Atende as comunas de Lo Prado e Pudahuel.